# La Saison de l'ombre
La Saison de l'ombre est un roman de Léonora Miano, paru le 28 août 2013 aux éditions Grasset, et ayant reçu la même année le prix Femina et le Grand prix du roman métis.

## Éditions
- Éditions Grasset, 2013,  (ISBN 978-2246801139)